# 森谷正規
森谷正規（もりたに まさのり、1935年7月10日 - ）は、日本の経済・技術評論家。放送大学名誉教授。専攻は現代技術論。

## 来歴
旧朝鮮生まれ。東京大学工学部卒業。日立造船、野村総合研究所、東京大学先端科学技術研究センター客員教授、1994年放送大学教授、LCA大学院大学副学長。1980年『日本・中国・韓国産業技術比較』で大平正芳記念賞受賞。

## 著書
- 『現代日本産業技術論 戦後の蓄積を今後に活かせるか』東洋経済新報社、1978
- 『日本・中国・韓国産業技術比較 「比較技術論」からの接近』東洋経済新報社、1980
- 『日本の技術力 国際比較 なぜ最先端・電子産業でも日本が強いのか』祥伝社、1980 ノン・ブック. 知的サラリーマン・シリーズ
- 『技術強国日本の戦略』PHP研究所、1981
- 『日米欧技術開発戦争 技術風土からの比較研究』東洋経済新報社、1981
- 『技術の先を読む 工場、オフィス、家庭はどう変わっていくか』プレジデント社、1982
- 『日本の先端技術力 技術強国の新しい展開』現代史出版会、1982.野村総研世界と日本シリーズ
- 『大日本技術帝国が沈む日 予測されるアメリカ、ECとの決裂の時』徳間ブックス、1983
- 『文科系の技術読本』筑摩書房、1983　のち文庫
- 『大学生諸君!技術で伸びる企業はこれだ!』東京出版、1984.Tokyoブックス
- 『遊ビジネスの時代 先端技術がひらく遊びの世界』ティビーエス・ブリタニカ、1984 のち朝日文庫
- 『情報技術5年後・10年後』日本経済新聞社、1985
- 『技術開発の昭和史』東洋経済新報社、1986　のち朝日文庫
- 『次世代技術は日本をどう変えるのか 90年代・ソフト化社会の読み方』PHP研究所、1986
- 『テクノ潮流 技術とつきあうための心得』朝日新聞社、1986
- 『暮らしの先端技術』朝日新聞社、1987
- 『日本企業は大転回する 新・内需掘り起こし戦争』徳間書店、1987
- 『ハイテク情報を読みこなす』1987.講談社現代新書
- 『日本を創る技術を創る』日刊工業新聞社、1988
- 『ニュー・イノベーション・エイジ』1988.ちくま文庫
- 『ハイテク日本の明日を読む 社会が支持するほんものの技術は何か』日刊工業新聞社、1988
- 『技術進展のアセスメント』朝倉書店、1991.先端科学技術シリーズ 科学技術と社会
- 『これからヒットする技術 ハイテク社会が進んでいく方向』同文書院、1991.快楽脳叢書
- 『アナログを蘇らせた男』講談社、1992　のち文庫
- 『「新社会技術」への大転換 産業技術の限界を超えて』ダイヤモンド社、1993
- 『日本経済主役の交代 経団連・通産省解体のすすめ』クレスト社、1994
- 『マルチメディア・インターネット時代の情報活用 ビジネスの成功に不可欠な要素』ソフトバンク出版事業部、1995
- 『森谷正規の「技術空洞化論」』東洋経済新報社、1995
- 『よみがえる日本の技術力 再びアメリカを追い抜く条件』祥伝社、1995.ノン・ブック
- 『いいかげんにしろ!パソコン万能主義 過剰な技術は人を不幸にする』光文社、1996.カッパ・ブックス
- 『情報力をつける』日本経済新聞社、1996
- 『日本の技術と産業の発展』放送大学、1996
- 『「複雑系」で読む日本の産業大転換』毎日新聞社、1997
- 『この新技術・新市場が日本を救う!』実業之日本社、1998
- 『文明の技術史観 アジア発展の可能性』1998.中公新書
- 『21世紀への技術発展』放送大学、1999
- 『21世紀の10大技術 社会と生活はどう変わるか』日本放送出版協会、1999.NHKブックス
- 『21世紀の技術と社会 日本が進む三つの道』1999.朝日選書
- 『アメリカと違う日本のIT革命』毎日新聞社、2000
- 『日米・技術覇権の攻防 IT時代の主役はだれか』2000.PHP新書
- 『IT革命の虚妄』2001.文春新書
- 『ナノテクノロジーの「夢」と「いま」』2001.文春新書
- 『ポスト構造改革の再生シナリオ 社会需要が日本を救う』NTT出版、2001
- 『技術社会関係論』放送大学、2002
- 『比較技術の文明論』放送大学、2002
- 『「勝ち組」企業の七つの法則』2003.ちくま新書
- 『現場の力 男たちよ、自分を信じろ!』毎日新聞社、2003
- 『中国経済真の実力』2003.文春新書
- 『捨てよ!先端技術 日本企業が、再び世界で勝つために』祥伝社、2004
- 『政治は技術にどうかかわってきたか 人間を真に幸せにする「社会の技術」』2004.朝日選書
- 『5年後、企業・技術はこう変わる 30分でわかる近未来』ビジネス社、2005
- 『日本はこれからも経済一流国だ』PHP研究所、2008
- 『戦略の失敗学 経営判断に潜む「落とし穴」をどう避けるか』東洋経済新報社、2009
- 『温室効果ガス25%削減は実現できる!』東洋経済新報社、2010
- 『1ミリシーベルトの呪縛』エネルギーフォーラム 2012

## 共編著
- 『技術吸収の経済学 日本・韓国経験比較』朴宇煕共著.東洋経済新報社、1982
- 『日本の選択・企業の選択 デフレに勝つ条件』長谷川慶太郎共著.徳間書店、1987
- 『シンクタンク・ビジネス 21世紀のソフトを求めて』森岡正憲共編.1989.有斐閣ビジネス
- 『ベンチャー企業論』藤川彰一共著.放送大学、1997
- 『共生の時代を生きる 転換期の人間と生活』江渕一公、酒井豊子共編著 放送大学,2000
- 『機械産業の新展開』編.NTT出版、2003.日本の産業システム
- 『世界の産業再編成』編著.放送大学、2004
- 『日本の製造業の新展開』小田切宏之共編著.放送大学、2005